# 弗諾橋戰役
弗諾橋戰役（法語：Bataille du pont du Feneau）發生於1627年11月8日，是聖馬丹德雷圍城戰的最後一戰。英國軍隊輸掉了這場戰鬥，最後導致他們被迫撤回英格蘭。